# Mistrzostwa Polski w Skokach Narciarskich 1986
61. Mistrzostwa Polski w Skokach Narciarskich – zawody o mistrzostwo Polski w skokach narciarskich, które odbyły się w dniach 5-10 lutego 1986 roku na Średniej i Wielkiej Krokwi w Zakopanem.
W konkursie indywidualnym na skoczni normalnej zwyciężył Piotr Fijas, srebrny medal zdobył Jan Kowal, a brązowy – Zbigniew Malik. Na dużym obiekcie najlepszy okazał się Fijas przed Kowalem i Józefem Pluskotą. 
Konkurs drużynowy na dużej skoczni wygrał zespół WKS Zakopane w składzie: Zbigniew Bobak, Zbigniew Klimowski, Józef Pluskota i Jan Kowal.

## Wyniki

### Konkurs indywidualny na normalnej skoczni (05.02.1986)
| Miejsce | Zawodnik             | Klub                   | Skok 1 | Skok 2 | Punkty |
| ------- | -------------------- | ---------------------- | ------ | ------ | ------ |
| 1.      | Piotr Fijas          | BBTS Bielsko-Biała     | 79,5   | 73,5   | 216,2  |
| 2.      | Jan Kowal            | WKS Zakopane           | 78,0   | 74,0   | 216,1  |
| 3.      | Zbigniew Malik       | LKS Skrzyczne Szczyrk  | 78,5   | 74,5   | 214,7  |
| 4.      | Józef Pluskota       | WKS Zakopane           | 77,5   | 71,5   | 207,3  |
| 5.      | Janusz Duda          | Wisła-Gwardia Zakopane | 74,0   | 62,5   | 198,5  |
| 6.      | Zenon Węgrzynkiewicz | LKS Skrzyczne Szczyrk  | 74,0   | 68,0   | 193,6  |
| 7.      | Robert Witke         | Śnieżka Karpacz        | 74,5   | 67,0   | 191,3  |
| 8.      | Tadeusz Fijas        | Olimpia Goleszów       | 74,0   | 64,5   | 185,0  |

W konkursie wzięło udział 33 zawodników.

### Konkurs indywidualny na dużej skoczni (09.02.1986)
| Miejsce | Zawodnik             | Klub                   | Skok 1 | Skok 2 | Punkty |
| ------- | -------------------- | ---------------------- | ------ | ------ | ------ |
| 1.      | Piotr Fijas          | BBTS Bielsko-Biała     | 116,5  | 112,5  | 222,8  |
| 2.      | Jan Kowal            | WKS Zakopane           | 100,0  | 99,0   | 173,8  |
| 3.      | Józef Pluskota       | WKS Zakopane           | 101,0  | 98,5   | 172,0  |
| 4.      | Alojzy Moskal        | LKS Skrzyczne Szczyrk  | 99,0   | 99,0   | 171,9  |
| 5.      | Zenon Węgrzynkiewicz | LKS Skrzyczne Szczyrk  | 97,0   | 99,5   | 165,3  |
| 6.      | Zbigniew Malik       | LKS Skrzyczne Szczyrk  | 96,0   | 99,5   | 163,9  |
| 7.      | Robert Witke         | Śnieżka Karpacz        | 99,5   | 94,5   | 160,3  |
| 8.      | Ryszard Guńka        | Wisła-Gwardia Zakopane | 95,0   | 95,0   | 156,2  |

W konkursie wzięło udział 34 zawodników.

### Konkurs drużynowy na dużej skoczni (10.02.1986)
| Miejsce | Klub                      | Zawodnik                | Nota zespołu |
| ------- | ------------------------- | ----------------------- | ------------ |
| 1.      | WKS Zakopane I            | Zbigniew Bobak          | 420,8        |
| 1.      | WKS Zakopane I            | Zbigniew Klimowski      | 420,8        |
| 1.      | WKS Zakopane I            | Józef Pluskota          | 420,8        |
| 1.      | WKS Zakopane I            | Jan Kowal               | 420,8        |
| 2.      | LKS Skrzyczne Szczyrk I   | Jarosław Węgrzynkiewicz | 420,5        |
| 2.      | LKS Skrzyczne Szczyrk I   | Zbigniew Malik          | 420,5        |
| 2.      | LKS Skrzyczne Szczyrk I   | Zenon Węgrzynkiewicz    | 420,5        |
| 2.      | LKS Skrzyczne Szczyrk I   | Alojzy Moskal           | 420,5        |
| 3.      | Olimpia Goleszów          | Mirosław Pytel          | 318,6        |
| 3.      | Olimpia Goleszów          | Jan Łoniewski           | 318,6        |
| 3.      | Olimpia Goleszów          | Tadeusz Fijas           | 318,6        |
| 4.      | BBTS Bielsko-Biała        | Adam Leksander          | 310,2        |
| 4.      | BBTS Bielsko-Biała        | Artur Pawłowski         | 310,2        |
| 4.      | BBTS Bielsko-Biała        | Bogusław Aniołkowski    | 310,2        |
| 4.      | BBTS Bielsko-Biała        | Piotr Fijas             | 310,2        |
| 5.      | Wisła-Gwardia Zakopane    | Józef Jarząbek          | 304,4        |
| 5.      | Wisła-Gwardia Zakopane    | Kazimierz Frączysty     | 304,4        |
| 5.      | Wisła-Gwardia Zakopane    | Janusz Duda             | 304,4        |
| 5.      | Wisła-Gwardia Zakopane    | Roma Groński            | 304,4        |
| 6.      | LKS Skrzyczne Szczyrk II  | Andrzej Malik           | 237,6        |
| 6.      | LKS Skrzyczne Szczyrk II  | Marek Tuczno            | 237,6        |
| 6.      | LKS Skrzyczne Szczyrk II  | Kazimierz Malik         | 237,6        |
| 7.      | Wisła-Gwardia Zakopane II | b.d.                    | 177,1        |
| 8.      | WKS Zakopane II           | b.d.                    | 167,9        |